# Смыслов, Денис Александрович
Дени́с Алекса́ндрович Смысло́в (5 января 1979, Ленинград) — российский трековый велогонщик, выступал за сборную России в командных гонках преследования в конце 1990-х — начале 2000-х годов. В составе таких команд как «Итера» и «Локомотив» неоднократно становился победителем и призёром всероссийских и международных соревнований: трёхкратный чемпион России, победитель этапа Кубка мира, бронзовый призёр чемпионата мира, участник летних Олимпийских игр в Сиднее. Ныне — тренер по велоспорту.

## Биография
Денис Смыслов родился 5 января 1979 года в Ленинграде. Активно заниматься велоспортом начал в раннем детстве, проходил подготовку под руководством заслуженного тренера СССР А. А. Кузнецова.
Первого серьёзного успеха в трековом велоспорте добился в 1996 году, когда впервые вошёл в состав российской национальной сборной. В 1999 году побывал на чемпионате мира в Берлине, откуда привёз награду бронзового достоинства, выигранную вместе с Эдуардом Грицуном, Алексеем Марковым и Владиславом Борисовым в командной гонке преследования на 4 км.
Благодаря череде удачных выступлений удостоился права защищать честь страны на летних Олимпийских играх 2000 года в Сиднее, где вместе с товарищами по команде Владимиром Карпцом, Алексеем Марковым, Сергеем Климовым и Владиславом Борисовым показал в квалификации командной гонки преследования восьмой результат, после чего в четвертьфинале потерпел поражение от сборной Великобритании Брайана Стила, Пола Мэннинга, Брэдли Уиггинса и Криса Ньютона, которая в итоге получила бронзу.
В 2002 году Смыслов одержал победу в командном преследовании на этапе Кубка мира в Москве, при этом в числе его партнёров помимо Маркова и Климова был Александр Серов.
Имеет высшее образование, окончил Санкт-Петербургскую государственную академию физической культуры имени П. Ф. Лесгафта (ныне Национальный государственный университет физической культуры, спорта и здоровья имени П. Ф. Лесгафта), где обучался на кафедре велосипедного спорта. После завершения карьеры профессионального спортсмена перешёл на тренерскую работу, в настоящее время работает старшим тренером отделения «Велоспорт» детско-юношеской спортивной школы «Фаворит» в Выборге. За выдающиеся спортивные достижения удостоен почётного звания «Мастер спорта России международного класса».